# John P. Livadary
John Paul Livadary (n. 20 mai 1896, Constantinopol, Imperiul Otoman – d. 7 aprilie 1987, Balboa Island⁠(d), California, SUA) a fost un inginer american de sunet.
A început să lucreze în 1928 pentru studiourile cinematografice Columbia Pictures și a câștigat de trei ori premiul Oscar pentru cel mai bun mixaj sonor și a fost nominalizat la aceeași categorie de încă 14 ori într-o carieră de 30 de ani. Cele trei premii Oscar au fost obținute pentru filmele One Night of Love (1934), The Jolson Story (1946) și De aici în eternitate (1953). El a câștigat, de asemenea, de trei ori premiul Oscar pentru contribuție tehnică (pe care l-a împărțit de două ori) și o dată premiul Oscar pentru merite științifice și tehnice (împărțit).

## Filmografie parțială
- Broadway Scandals (1929)
- The Song of Love (1929)
- Flight (1929)
- Acquitted (1929)
- The Broadway Hoofer (1929)
- Wall Street (1929)
- Around the Corner (1930)
- Soldiers and Women (1930)
- Hell's Island (1930)
- Ladies Must Play (1930)
- Shadow Ranch (1930)
- Hurricane (1930)
- Men Without Law (1930)
- Dirigible (1931)
- One Night of Love (1934)
- Love Me Forever (1935)
- Mr Smith Goes to Washington (1939)
- Too Many Husbands (1940)
- The Jolson Story (1946)
- The Brave Bulls (1951)
- From Here to Eternity (1953)
- The Law vs. Billy the Kid (1954)
- Pushover (1954)
- Human Desire (1954)
- The Black Dakotas (1954)
- Three Hours to Kill (1954)
- Cannibal Attack (1954)
- Phffft! (1954)
- The Violent Men (1955)
- Masterson of Kansas (1955)
- The Bamboo Prison (1955)
- Ten Wanted Men (1955)
- The Long Gray Line (1955)
- Women's Prison (1955)
- Pirates of Tripoli (1955)
- Wyoming Renegades (1955)
- Three for the Show (1955)
- Cell 2455, Death Row (1955)
- Seminole Uprising (1955)
- Tight Spot (1955)
- 5 Against the House (1955)
- Bring Your Smile Along (1955)
- The Man from Laramie (1955)
- My Sister Eileen (1955)
- Count Three and Pray (1955)
- Queen Bee (1955)
- A Lawless Street (1955)
- Picnic (1955)
- The Last Frontier (1956)
- Battle Stations (1956)
- Hot Blood (1956)
- The Harder They Fall (1956)
- Jubal (1956)
- The Eddy Duchin Story (1956)
- Autumn Leaves (1956)
- He Laughed Last (1956)
- Storm Center (1956)
- The Solid Gold Cadillac (1956)
- Reprisal! (1956)
- You Can't Run Away from It (1956)
- Full of Life (1957)
- Nightfall (1957)
- The Guns of Fort Petticoat (1957)
- The Garment Jungle (1957)
- 3:10 to Yuma (1957)
- Jeanne Eagels (1957)
- The Brothers Rico (1957)
- Decision at Sundown (1957)
- Operation Mad Ball (1957)
- Pal Joey (1957)
- Going Steady (1958)
- Cowboy (1958)
- Screaming Mimi (1958)
- The Case Against Brooklyn (1958)
- The Lineup (1958)
- Life Begins at 17 (1958)
- Gunman's Walk (1958)
- Buchanan Rides Alone (1958)
- Ghost of the China Sea (1958)
- Apache Territory (1958)
- Me and the Colonel (1958)
- The Last Hurrah (1958)
- Tarawa Beachhead (1958)
- The 7th Voyage of Sinbad (1958)
- Bell, Book and Candle (1959)
- Senior Prom (1959)
- Good Day for a Hanging (1959)
- Ride Lonesome (1959)
- Gunmen from Laredo (1959)
- Forbidden Island (1959)
- Juke Box Rhythm (1959)
- Gidget (1959)
- Hey Boy! Hey Girl! (1959)
- Face of a Fugitive (1959)
- It Happened to Jane (1959)
- The 30-Foot Bride of Candy Rock (1959)
- Have Rocket, Will Travel (1959)
- The Crimson Kimono (1959)
- The Tingler (1959)
- They Came to Cordura (1959)
- Battle of the Coral Sea (1959)
- The Last Angry Man (1959)
- The Flying Fontaines (1959)
- Edge of Eternity (1959)
- 1001 Arabian Nights (1959)
- Comanche Station (1960)
- The Mountain Road (1960)

## Legături externe
- John P. Livadary la Internet Movie Database